# Lou Whitaker
Pour les articles homonymes, voir Whitaker.
Louis Rodman Whitaker, Jr. (né le 12 mai 1957 à Brooklyn, New York, États-Unis) est un joueur de deuxième but au baseball qui a joué dans les Ligues majeures durant 19 saisons, toutes avec les Tigers de Detroit, de 1977 à 1995.

## Carrière
Lou Whitaker est un choix de quatrième ronde des Tigers de Detroit en 1975. Il joue son premier match dans les majeures le 9 septembre 1977 et obtient 3 coups sûrs en 5 présences au bâton contre les Red Sox de Boston. Whitaker joue 11 parties en fin de campagne pour Detroit, puis amorce la saison 1978 avec le grand club. Le frappeur gaucher maintient une moyenne au bâton de ,285 en 139 parties avec 58 points produits et remporte le titre de recrue de l'année dans la Ligue américaine de baseball devant, entre autres, Paul Molitor des Brewers et son coéquipier des Tigers, Alan Trammell.
Whitaker, un deuxième but, et Trammell, joueur d'arrêt-court, forment d'ailleurs l'une des combinaisons de double jeu les plus connues du baseball. Les deux joueurs ont disputé leur premier match en Ligue majeure exactement le même jour, et ils ont été coéquipiers jusqu'en 1995, année de la retraite de Whitaker. Trammell, lui, s'est retiré l'année suivante. De plus, les deux ont joué ensemble à l'avant-champ en 1977 pour les Rebels de Montgomery, une équipe AA de la Ligue Southern. Whitaker et Trammell ont joué ensemble un total de 1918 parties, un record des Ligues majeures ayant éclipsé le précédent record de Frank White et George Brett, duo de 1973 à 1990 avec les Royals de Kansas City,.
Au cours de sa carrière, Whitaker a participé en défensive à 1 527 double-jeux, un record de franchise pour les Tigers. Il se voit affublé du surnom Sweet Lou.
En 1983, l'année de la première de cinq sélections consécutives au match des étoiles du baseball majeur, Whitaker prend le 3e rang de la Ligue américaine pour la moyenne au bâton (,320). Il est récompensé par le Bâton d'argent comme meilleur joueur de deuxième but offensif de la ligue et par le Gant doré du meilleur deuxième but défensif en 4 occasions (1983, 1984, 1985 et 1987).
En 1984, aux côtés de joueurs tels Kirk Gibson, Jack Morris et Alan Trammell, Whitaker est l'un des grands artisans de la conquête du championnat de la division Est par les Tigers, qui remportent la Série mondiale sur les Padres de San Diego.
Au match des étoiles en 1985, Whitaker se fait remarquer en oubliant d'amener son uniforme au stade. Il achète une réplique de l'uniforme des Tigers dans un des kiosques du Metrodome de Minneapolis, où a lieu la partie, et y inscrit son numéro de joueur au crayon feutre noir. Les plus observateurs remarqueront pendant le match qu'il porte des chaussettes aux couleurs des Twins du Minnesota, empruntées à un autre joueur.
En 1989, il connaît l'une de ses saisons les plus productives en attaque avec 28 coups de circuit, un nombre anormalement élevé pour lui, et 85 points produits.
Il se retire après la saison 1995. En 2 390 parties jouées dans les majeures, il a frappé 2 369 coups sûrs et maintenu une moyenne au bâton de ,276. Il totalise 244 circuits, 1 084 points produits, 1 386 points marqués et 143 buts volés. En plus de mener la franchise des Tigers pour les doubles-jeux réussis en défensive (1 527), il est également le meneur pour la statistique moins enviable du plus grand nombre de fois retiré sur trois prises (1 099), et occupe le 2e rang de la concession pour les assistances (6 653) et les buts-sur-balles obtenus (1 197) ainsi que le 3e rang pour le nombre de parties jouées.
Il est devenu éligible pour le Temple de la renommée du baseball en 2001 mais n'a vu son nom apparaître que sur 2,9 % des bulletins de vote, un pourcentage insuffisant pour être admissible dans les années subséquentes.